# Pompa zęzowa
Pompa zęzowa, pompa zenzowa – pompa wodna na łodzi lub statku do usuwania wody z zęzy. Pierwotnie były to ręczne pompy tłokowe lub śrubowe np. Śruba Archimedesa. Współcześnie w większości są to pompy elektryczne wyporowe lub odśrodkowe, wyposażone w przełączniki pływakowe, które włączają się gdy poziom wody zęzowej osiągnie próg aktywacji. Ponieważ bardzo często w wodzie zęzowej są obecne paliwa, silniki elektryczne pomp zęzowych są zaprojektowane tak, aby nie powodować iskrzenia. W małych łodziach alternatywą jest czerpak lub pompka samoodpływowa.